# Velká Roudka
Velká Roudka je vesnice nacházející se asi 2 km od Velkých Opatovic, jejíž je součástí, v oblasti Malé Hané.

## Historie
První písemná zmínka o obci Velká Roudka pochází z roku 1355. Velká Roudka i sousední Malá Roudka byly zřejmě původně jedinou obcí, která se později rozdělila. Tato původní, velmi stará ves, vznikla s největší pravděpodobností současně s nedalekými Opatovicemi (dnes Velké Opatovice). Velká Roudka byla původně hornickou obcí, v jejímž okolí se těžila železná ruda, o čemž svědčí i název obce. Obyvatelé se většinou živili zemědělstvím, od 19. století se začíná znovu rozvíjet hornictví – v tomto období se těží v okolí především žáruvzdorné jíly. Obživu přinášelo také kamenictví. V nedalekých lomech na Kadleci a v Opatovicích se těžila opuka.

## Lázně Velká Roudka

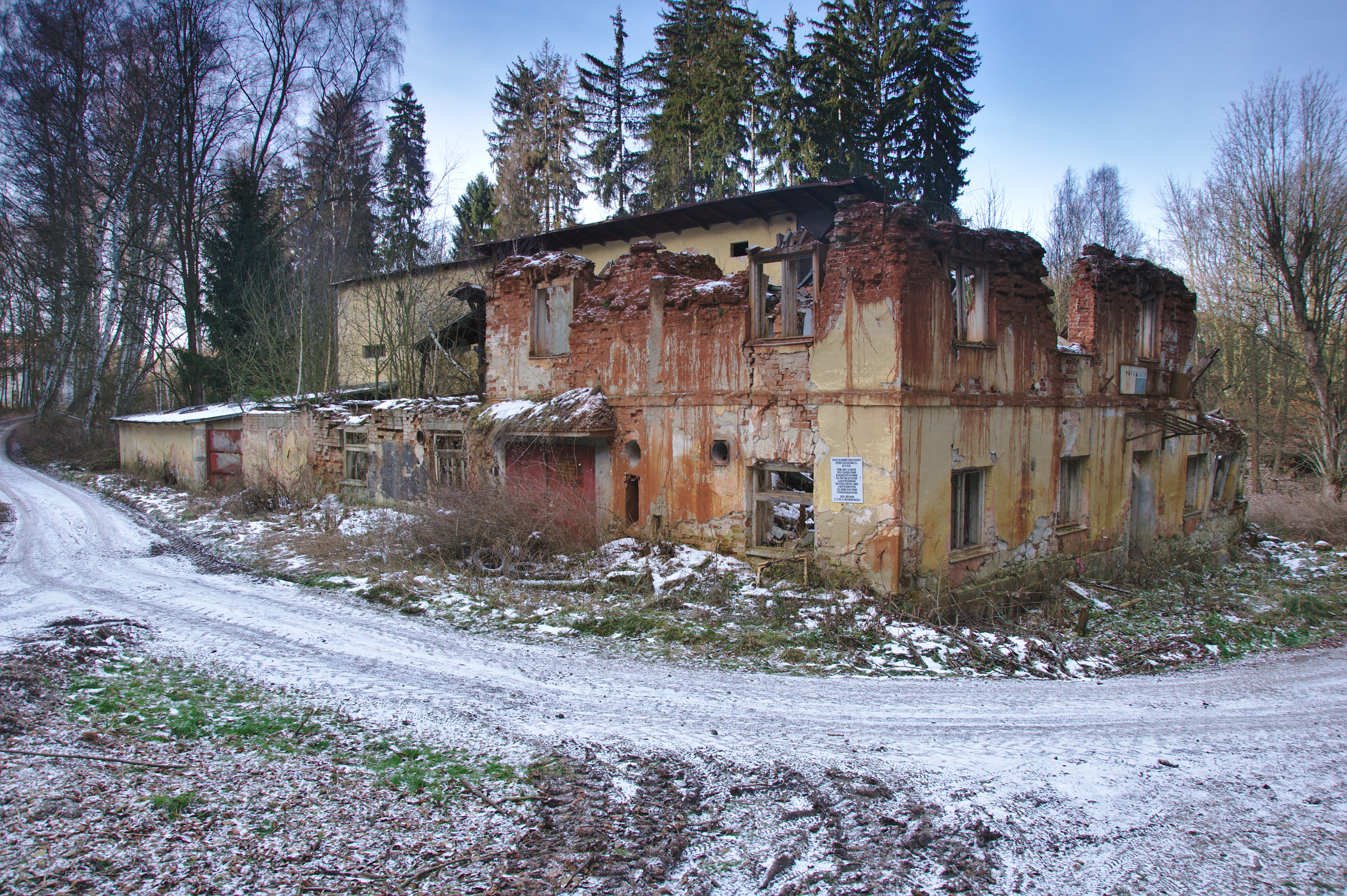
Zbytek zaniklého rekreačního střediska (2017)

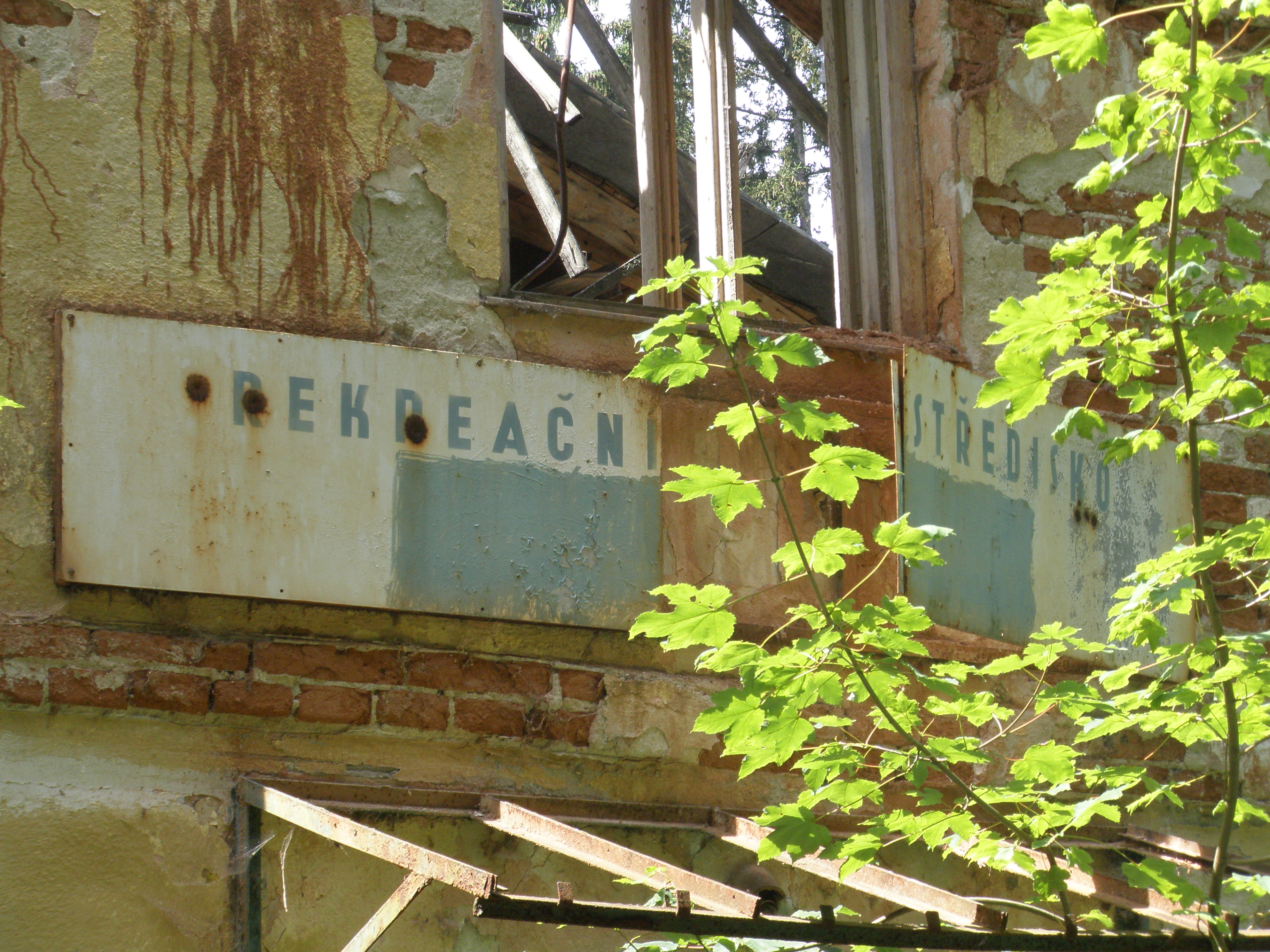
Zbytek zaniklého rekreačního střediska (2013)

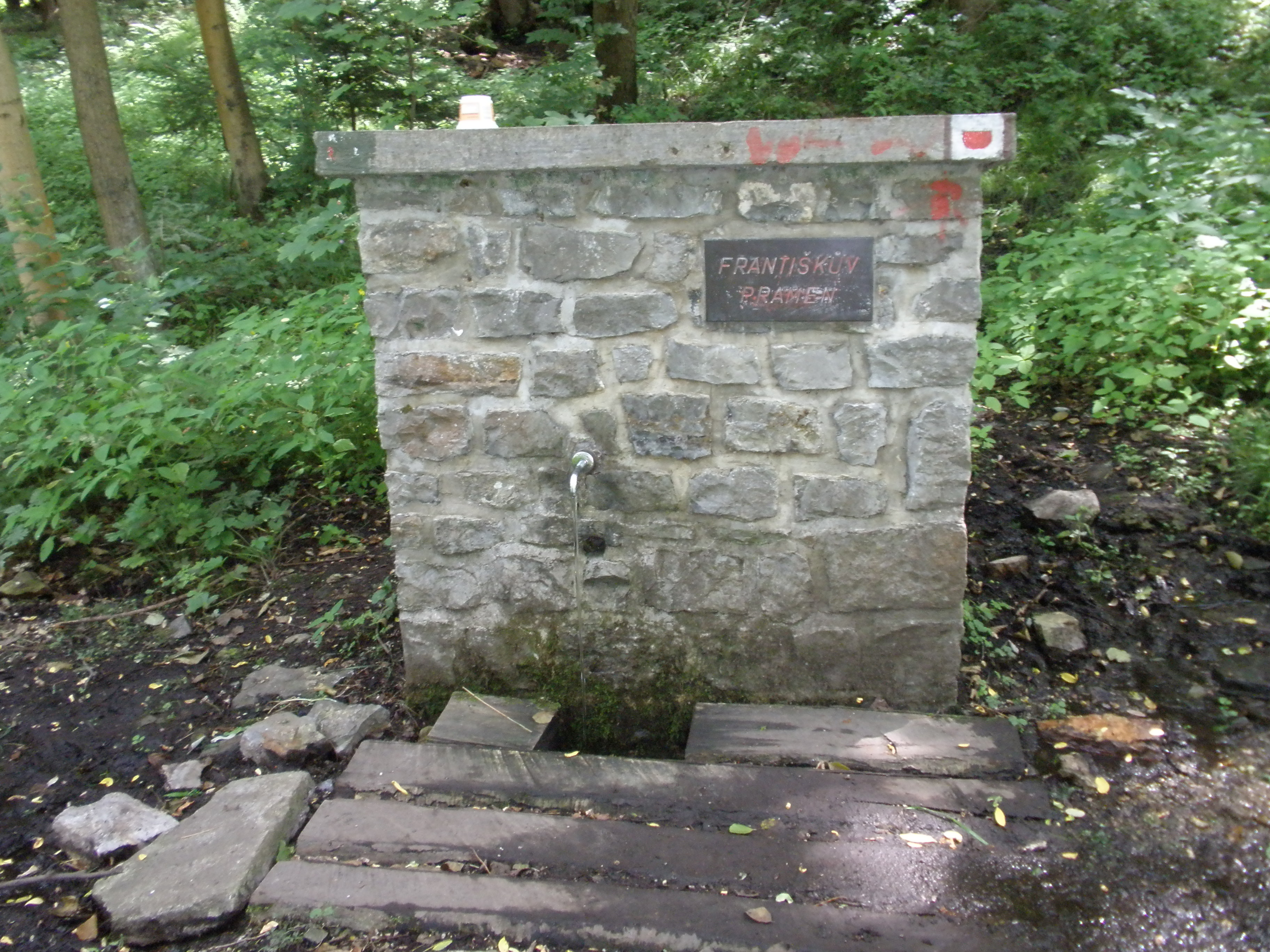
Františkův pramen

V roce 1839 založil majitel borotínského statku ve Velké Roudce klimatické lázně s pitnou a balneo léčbou. Klimatologicky bylo území těchto lázní srovnatelné třeba s lázněmi Jeseník. Léčily se tu nervové choroby, kožní choroby, revma, dna a plicní choroby. Po vybudování železniční tratě z Velkých Opatovi do Skalice nad Svitavou v roce 1908 se prudce zvýšil počet lázeňských hostů – těch bylo ročně až 500. Někteří z nich dojížděli až z Vídně. Hosté byli ubytováni v lázeňských vilách, ale také privátně po různých soukromých staveních ve vesnici. Zájem o lázně poklesl během první světové války, ale v průběhu třicátých let 20. století, za nových majitelů, manželů Fišnarových z Brna, návštěvnost opět vzrostla.
Po druhé světové válce byly lázně majitelům odňaty a zestátněny. Budovy až do 60. let 20. století využíval k rekreaci podnik Zetor Brno. Areál lázní však postupně chátral. Do dnešních časů se dochovalo několik opuštěných a zdevastovaných budov, zanesený a zničený rybníček a dva prameny, které si uchovaly svou kvalitní vodu – Antoníčkův pramen a Františkův pramen. V současné době (rok 2007) se hledá řešení jak areál opravit a využít.
V roce 2017 byl zveřejněn plán, ve kterém by mělo dojít k obnovení lázeňské tradice rekonstrukcí areálu. V současné době probíhá architektonický návrh pro společnost Velká Roudka, která objekt vlastní.